# Alexandre Yersin
Alexandre Émile Jean Yersin (Aubonne, 22 settembre 1863 – Nha Trang, 1º marzo 1943) è stato un medico, batteriologo e naturalista svizzero naturalizzato francese e vietnamita.
Nel 1894, ad Hong Kong, contemporaneamente a Shibasaburō Kitasato, scoprì il bacillo della peste (Pasteurella pestis) mettendo a punto un siero; in suo onore il bacillo verrà in seguito ribattezzato Yersinia pestis.

## Biografia
Di famiglia modesta, Alexandre era il terzo di tre fratelli (Émilie, Franck e Alexandre). Il padre sostenne studi di medio livello a Ginevra, diventando professore di scuola media. Appassionato di botanica e di entomologia, inviava relazioni sui suoi studi sia alla Société entomologique de France che alla Société vaudoise des sciences naturelles, ma non poté intraprendere la carriera scientifica per dedicarsi ad attività più redditizie, diventando direttore delle Polveriere. A causa della morte prematura del padre, il quale - colpito a 38 anni da un'emorragia cerebrale - morì due settimane prima della nascita del figlio, Alexandre Yersin fu allevato dalla madre a Morges, in Svizzera.
Curiosità, senso dell'avventura e passione per la scienza, sono una parte delle attitudini dello studioso riscontrabili nell'omonima figura paterna. Rimase sempre in contatto con la madre Fanny, grazie ad un costante rapporto epistolare, utilissima fonte per la ricostruzione della biografia dello scienziato. Per un breve periodo scambiò delle lettere con Mina Schwarzenbach, la nipote di un'amica della madre. Tuttavia non riuscì a continuare la relazione, rimanendo celibe tutta la vita, morendo senza alcuna discendenza.

### Studi medici e carriera scientifica
Iniziò gli studi per la carriera medica a Losanna, poi nel 1884 si trasferì a Marburgo in Germania e successivamente fra i 1885 e il 1886 all'ospedale Hôtel-Dieu di Parigi. Nel 1887 l'incontro con Émile Roux gli aprì le porte dell'Istituto Pasteur, dove lavorò al vaccino contro la rabbia. La città di Parigi mise a disposizione un casermone sito in rue Vauquelin. Successivamente fu aperta una sottoscrizione internazionale alla Banque de France, nella quale affluirono i fondi dello zar di Russia, dell'imperatore del Brasile, del sultano di Istanbul e di gente comune come l'alsaziano Joseph Meister, il primo uomo salvato dal vaccino antirabbico. Al progetto parteciparono scienziati provenienti da tutta Europa, che sarebbero diventati i membri della cosiddetta banda Pasteur: Adrien Loir, Jacques-Joseph Grancher, Etienne Wasserzug, Élie Metchnikoff, Waldemar Haffkine, Émile Roux e lo stesso Yersin.
Nel 1888 il costante impegno e la passione per la sperimentazione gli permisero di provocare in un coniglio la tubercolosi sperimentale: la cosiddetta tifo-bacillare o tifobacillosi. La scoperta fruttò al giovane non ancora medico ed al collega Roux una pubblicazione negli Annales dell'Institut Pasteur. A 25 anni conseguì il dottorato di ricerca con una tesi sulla tubercolosi. Su richiesta di Pasteur si recò a Berlino allo scopo di informarsi circa le conoscenze sulla microbiologia, sviluppate in Germania da Robert Koch. Il risultato fu costituito dalle traduzioni delle lezioni svolte nei 24 corsi seguiti, una piantina del laboratorio, ed una relazione nella quale concluse:
(Alexandre Yersin)
 L'anno successivo ritornato a Parigi, collaborò con Roux studiando cause ad effetti della difterite, ottenendo una nuova pubblicazione.

### L'abbandono dell'Istituto Pasteur e la vita in Indocina

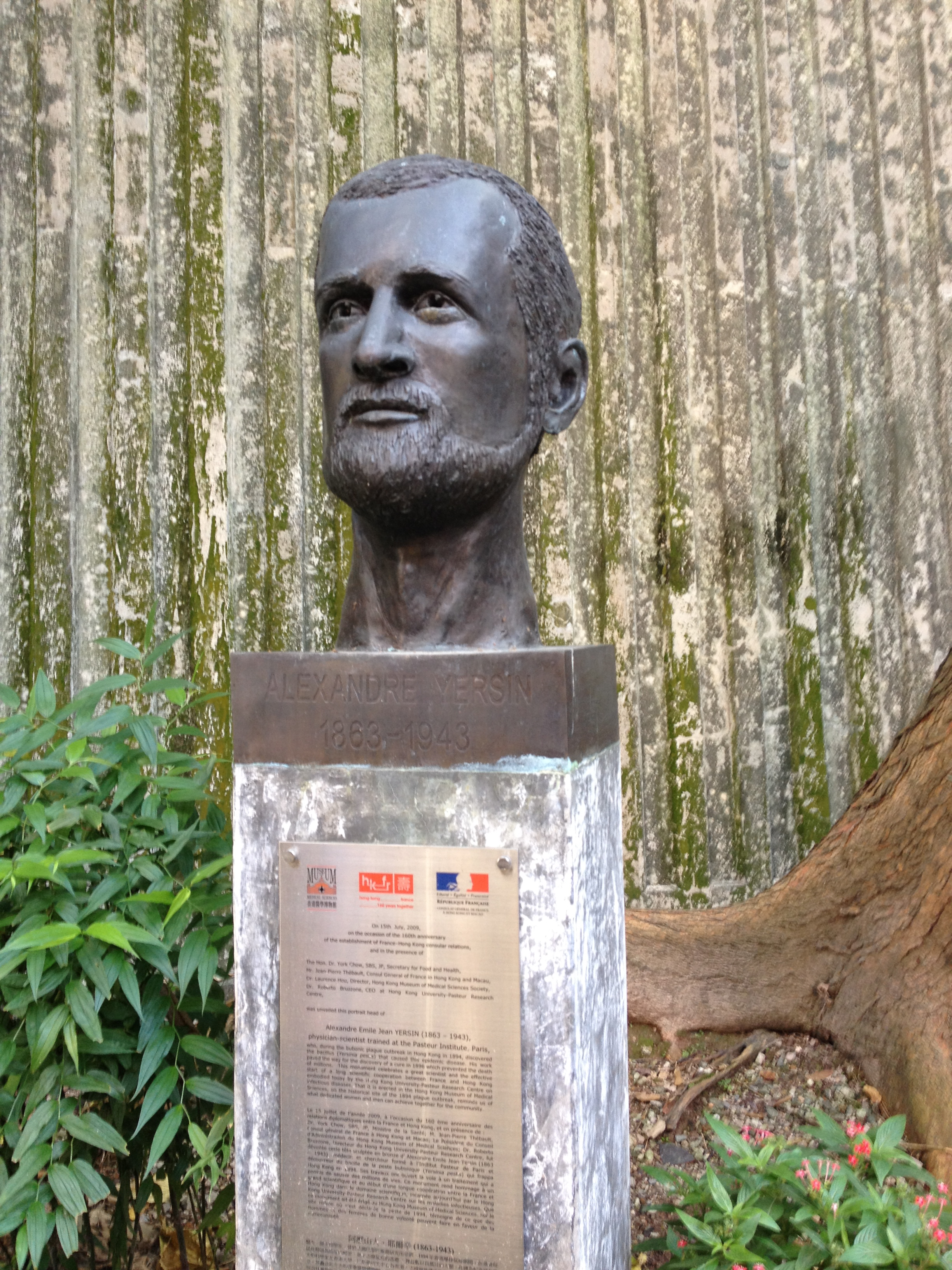
Busto di Alexandre Yersin al Museo delle Scienze Mediche di Hong Kong

Nonostante avesse posto le basi per un'ottima carriera, annoiato dalla monotonia della sua vita, Yersin lasciò l'Istituto Pasteur e all'età di 27 anni, nel 1890, si trasferì in Indocina, lavorando come medico di bordo presso la compagnia Messageries Maritimes. Per un anno gli fu assegnata la tratta Saigon-Manila, nel mar Giallo, sul piroscafo Volga. Iniziando l'esplorazione degli altopiani indocinesi fu il primo francese ad esplorare il paesaggio intorno a Da Lat e a produrre mappe ad alta precisione.
Trasferito alla tratta Saigon-Haiphong sul piccolo cargo Saigon, produsse la mappa di quella parte delle coste del mar Cinese. Lo stipendio della Messageries Maritimes gli permise di imitare il suo eroe, il dottor David Livingstone, fornendo assistenza medica alla popolazione povera di Nha Trang, come testimoniato dallo stesso Yersin:
(Alexandre Yersin)
Nel 1891 tornò in Francia per condividere le sue scoperte, ricevendo complimenti anche da Louis Pasteur per le esplorazioni effettuate intorno ai fiumi di Cochin. All'età di 29 anni decise di abbandonare la microbiologia, allontanandosi dall'Istituto Pasteur; quindi si trasferì a Nha Trang dopo aver ottenuto il congedo della Messageries Maritimes. In Vietnam si dedicò a periodiche spedizioni nella regione dell'Annam, presso i villaggi dei Moi. Fu il primo esploratore a raggiungere via terra la Cambogia partendo dalla costa dell'Annam, senza servirsi della via fluviale utilizzata dalla popolazione dei Khmer.
Successivamente nel maggio del 1894 scoppiò la peste bubbonica prima ad Hong Kong, poi a Saigon. Alla notizia della peste si recò dapprima a Saigon per raccogliere la strumentazione necessaria, dove, visto di cattivo occhio dalle truppe francesi per le numerose esplorazioni a fine incognito, venne scambiato per una spia inglese. Poi, a metà giugno dello stesso anno, dopo aver ottenuto il permesso dal governatore inglese per poter intraprendere le sue ricerche, giunse ad Hong Kong, dove visitò l'ospedale di Kennedy Town, diretto dal "dottor Lawson".

### La scoperta del bacillo della peste
Nonostante avesse ottenuto il permesso di svolgere ricerche sulla peste, Yersin fu ostacolato dagli inglesi, a causa della rivalità di questi ultimi nei confronti dei francesi, per i quali egli lavorava. Negli stessi giorni giunse ad Hong Kong lo scienziato di origine giapponese Shibasaburō Kitasato, il quale, per poter individuare la causa della malattia, svolse ricerche sugli organi di coloro i quali erano morti a causa della peste. Yersin eseguì delle autopsie sui corpi di appestati dai quali estrasse i bubboni da analizzare al microscopio come da lui stesso testimoniato:
(Alexandre Yersin)
Le osservazioni svolte al microscopio furono relazionate dallo scienziato in un articolo pubblicato nel settembre del 1894 negli Annales de l'Institut Pasteur. Come laboratorio per i suoi studi dovette utilizzare una capanna di bambù, costruita accanto l'Alice Memorial Hospital, la quale costituì un importante vantaggio. Dato che il bacillo cresce meglio a temperature inferiori di quelle del corpo umano, intorno ai 28 °C, ovvero la temperatura media di Hong Kong in quel periodo, poté velocizzare i tempi di ricerca rispetto allo studioso nipponico che aveva a sua disposizione le incubatrici ed il laboratorio ospedaliero. Ad ogni modo entrambi scoprirono quasi contemporaneamente il bacillo scatenante la malattia, ma fu Yersin ad ottenere risultati più precisi ed accurati e a dare una specifica denominazione tassonomica, tanto che nel 1954 gli venne attribuito il nome scientifico di Yersinia pestis.
Inoltre egli si era accorto che i ratti costituivano il principale veicolo di diffusione della malattia, ma non riuscì a comprendere le modalità della trasmissione, da cui l'annotazione: 
(Alexandre Yersin)
Conclusa quella che egli riteneva essere la sua missione, tornò a Nha Trang dove istruì dei giovani apprendisti formando un piccolo laboratorio. In questo tempo si dedicò alla stesura del libro Chez Les Moïs che fece stampare in 15 copie a proprie spese. Nel 1895 ricevette un telegramma dalla Repubblica Francese in cui gli si chiedeva di: "partire il più presto possibile per Diégo Suarez a studiare il microbo delle febbri biliose." Dopo due mesi raggiunse così il Madagascar, non trovando traccia della febbre né a Nossi-Bé, né a Majunga, comprese di essere stato inviato dalla Francia solo per fini colonialisti.

#### La ricerca del vaccino
Dopo aver svolto il suo incarico in Madagascar venne richiamato a Parigi per contribuire alla ricerca del siero antipeste. Iniziò la collaborazione con Albert Calmette e Amédée Borrel attraverso una serie graduale di sperimentazioni su animali quali: topi, cavie, conigli e cavalli. Nel 1895 si giunse così alla sintesi di un siero anti-peste per i cavalli.
I risultati ottenuti, pubblicati negli Annales de l'Institut Pasteur spinsero gli studiosi a proseguire la sperimentazione sull'uomo, come enunciato nell'articolo: La peste bubonique. Deuxième note:
(Annales de l’Institut Pasteur)

#### La fase della sperimentazione
Sbarcato a Canton, dove la peste aveva ucciso circa 150.000 persone su una popolazione di 2 milioni, incontrò il console di Francia per concordare i permessi per la sperimentazione umana. Questi mise in guardia lo scienziato circa la considerazione che aveva la popolazione cinese in merito ai coloni a causa della seconda guerra dell’oppio. Pertanto, trattandosi di un siero testato unicamente sui cavalli, era necessario che la prima iniezione fosse eseguita in massimo segreto per scongiurare il pericolo di una rivolta in caso di insuccesso.
L'occasione si presentò con un diciottenne cinese, di nome Tisé, convertito al cristianesimo, il quale manifestava da giorni gravi sintomi della malattia. La guarigione fu più che immediata, i sintomi si attenuarono dopo meno di 24 ore dall'inoculazione.
(Patrick Deville)
Per proseguire la sperimentazione si recò presso la città di Amoy, nella quale su 23 iniezioni riuscì a guarire 21 persone. Nel 1897 l'arrivo della peste a Bombay lo obbligò a partire nuovamente. Alloggiò nel consolato francese, dove eseguì le vaccinazioni a tutta la comunità francese. Le prime difficoltà per Yersin erano causate dal fatto che l'India era diventata la meta di medici provenienti da tutto il mondo; in particolare l'avversione reciproca con gli inglesi, non fece che peggiorare la situazione. Si spostò quindi nella piccola città di Mandvi, per poter lavorare con maggior tranquillità, ma esaurite le dosi di vaccino ebbe il pretesto opportuno per tornare a Nha Trang. Al suo posto fu inviato dall'Institut Pasteur Paul-Louis Simond, il quale approfondì le ricerche di Yersin, confutando l'ipotesi di trasmissione della malattia attraverso i topi, riconoscendo le pulci (presenti sui topi) come le reali portatrici del batterio.

### Il ritorno alla vita a Nha Trang
Al ritorno nella città di Nha Trang Yersin si dedicò alle molteplici discipline tecnico-scientifiche che lo avevano sempre appassionato, studiando quindi: chimica, veterinaria, fisica, meccanica, elettrostatica, agronomia ed architettura. Progettò e fece costruire una casa a pianta quadrata, nella quale distribuì al piano terra le cucine, al primo le camere da letto, nell'ultimo studio e biblioteca.
Intraprese il progetto di costruzione di una sede dell'Institut Pasteur terminato nel 1905. Disegnò altre strutture adibite ad alloggiamenti e laboratori, nei quali accoglieva studiosi e iniziava i figli dei pescatori locali allo studio della microbiologia, e in particolare delle malattie quali: l'adenite tubercolare, la pasturellosi, il carbonchio, la surra, la febbre aftosa e la piroplasmosi.
Acquistò presso la città di Suôi Giao la concessione di 500 ettari di terreno, da bonificare, e destinare in parte alla coltivazione di Erythroxylum coca, Coffea arabica, Coffea liberica, avena, e in parte al pascolo di centinaia di capi di buoi, mucche, cavalli, pecore e capre. La produzione sia animale che vegetale era utilizzata oltre che per il proprio sostentamento, per le ricerche scientifiche. Acquistò dalla Francia la sua prima automobile, una Serpollet da 5 CV che raggiungeva i 25 km/h. Fece inoltre arrivare un forno sterilizzatore per il laboratorio, un armadio-stufa per la casa, ed i pezzi necessari sia alla costruzione di un mulino a vento per utilizzare l'acqua del fiume per irrigare, e sia per un impianto di produzione di energia elettrica per le strutture proprie, e per il villaggio di pescatori.

### L'ospedale di Hanoi
Nel 1902 il governatore generale dell'Indocina Paul Doumer inaugurò l'ospedale di Hanoi. A partire da quell'anno la direzione generale dell'ospedale fu affidata a Yersin. Egli si occupò del reclutamento del personale, dell'organizzazione dei programmi su modello francese, e tenne le lezioni dei corsi di fisica, chimica ed anatomia. Nel 1904 diede le dimissioni e l'anno dopo partì per la Francia. L'ospedale di Hanoi prenderà il suo nome nel 1943, l'anno della sua morte. Nel 1904 diventò anche il direttore del Pasteur Institute a Nha Trang dove rimarrà fino alla sua morte.

### Ultimi anni

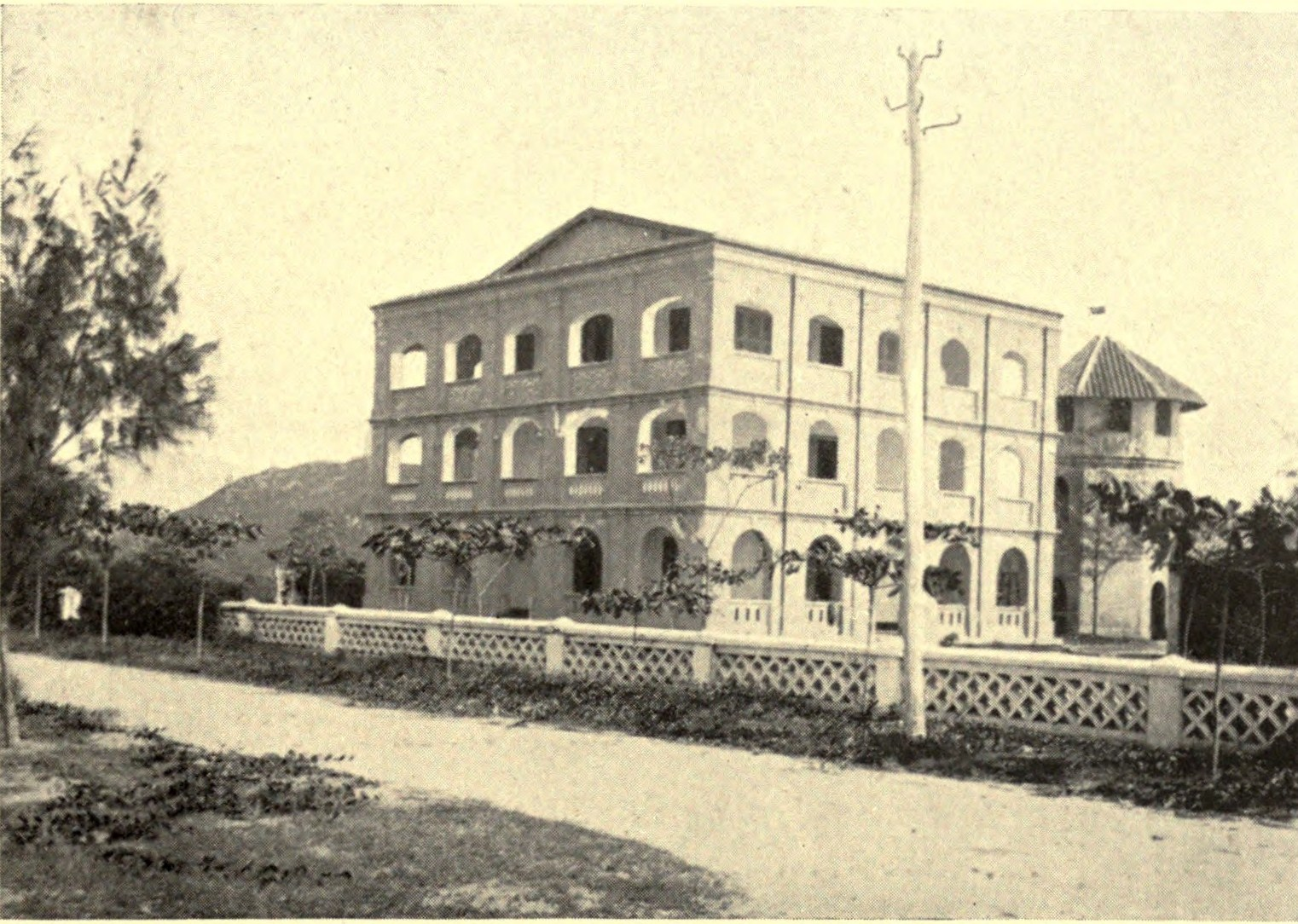
Casa di Alexandre Yersin a Nha Trang

A Morges visitò per l'ultima volta la madre Fanny, che morirà il 6 febbraio 1905. Da questo momento in poi la sorella Émilie diventò la sua referente. Dopo aver rifiutato la propria parte di eredità, essendo stato obbligato ad accettarla dalla sorella, decise di investirla per sviluppare l'allevamento dei polli a Nha Trang, intraprendendo studi sull'embriologia.
Una tra le attività particolari che più lo attrasse fu la coltivazione della pianta del caucciù. Dopo aver visitato le piantagioni in Malaysia e a Malacca scelse l'hevea brasiliensis. Nel 1899 aveva iniziato con una coltivazione di un centinaio di ettari. Nel 1904 diventò uno dei fornitori dell'azienda Michelin. Insieme ai suoi collaboratori intraprese studi sul lattice, attribuendo alla fotosintesi la formazione del medesimo. Negli anni della seconda guerra mondiale raggiunse gli oltre 300 ettari, fino ad una produzione di due tonnellate di lattice al mese.
Tra le tante attività cui si dedicò durante gli anni passati tra Saigon e Manila, vi è anche lo studio dell'astronomia, svolto nelle Filippine presso i padri gesuiti. Lì scalò il vulcano Taal disegnandone il cratere. Acquistò una piccola imbarcazione locale detta sampan con la quale esplorò l'entroterra vietnamita risalendo i vari fiumi della zona. Nel 1908 per poter approfondire gli studi astronomici intrapresi presso i gesuiti fece costruire a Nha Trang, sul tetto della propria casa, una cupola con un telescopio Carlo Zeiss ritirato da Jena.

Oltre ad esser stato detentore della patente di guida francese, acquistò un gran numero di autovetture di uno dei primi produttori industriali di automobili con motore a carbone, nonché suo amico. Iniziò con la Serpollet 5 CV, poi passò ai modelli successivi, la Serpollet 6 CV e la Serpollet 11 CV. Sparito il marchio Serpollet passò ai motori a benzina con la Clément-Bayard 15 CV e successivamente con la Torpédo Zèbre. Nel 1910 volò per la prima volta presso l'aerodromo di Chartres, dove fu tentato ad acquistare un aeroplano con l'idea, poi decaduta, di costruire una pista d'atterraggio a Nha Trang. Probabilmente cambiò idea grazie alle oramai sviluppate competenze tecniche che gli permisero di valutare l'instabilità dei velivoli dell'epoca
(Alexandre Yersin)
.
Durante la guerra, alla richiesta di potersi rendere utile per la Francia, gli viene intimato da Roux di restare in Indocina; decise perciò di ritirarsi a vita eremitica, addentrandosi nella giungla alle spalle della sua casa. Scoprì così la collina di Hon Ba, dove costruì un chalet, espandendo la sua proprietà a 5 000 ettari di terreno. Vi insediò un osservatorio meteorologico, creò delle serre per l'acclimatazione di specie vegetali e animali. Passò quindi gli anni della guerra studiando ornitologia, orticoltura, fioricoltura ed importando piante dai paesi esteri, appassionandosi soprattutto alle molteplici varietà di orchidee. Redasse liste delle piante in grado di acclimatarsi, ma non di fiorire. Costruì una voliera per pappagalli e cocoriti, che amava liberare nella serra delle orchidee. La varietà di specie da lui allevate e coltivate diventavano quindi i soggetti di molti scatti fotografici, conservati a lungo negli archivi dell'Istitut Pasteur di Parigi. Nel 1915, dopo molteplici e fallimentari tentativi riuscì ad acclimatare la pianta della cinchona dalla quale estrarre la china. Per questo, durante l'ultimo suo viaggio a Parigi ricevette la medaglia della Société de Géographie.
Nel 1927 vinse il premio Lecomte della Académie des sciences de l'Institut de France. Con i soldi del premio decise di costruire 30 km di strada per collegare le sue proprietà che si estendono per 20 000 ettari. Per poter facilitare ulteriormente le comunicazioni, fornì le sue abitazioni di Nha Trang, Suoi Giao e Hon Ba di radiotrasmettitori. Nel 1932 morirono il cofondatore della città di Da Lat, il suo amico, Paul Doumer e la sorella Émilie. Nel 1934 venne nominato membro del consiglio scientifico del Pasteur Institute a Parigi e successivamente direttore onorario. Questo ruolo gli richiederà una visita annuale a Parigi per presiedere all'assemblea generale dell'Istituto.
Morì il 1º marzo 1943 nella sua amata Nha Trang. La sua tomba a Nha Trang, la quale riporta semplicemente nome, anno di nascita e anno di morte, è diventata il principale sito di pellegrinaggio vietnamita.
(Alexandre Yersin)

## Monumenti e ricordi

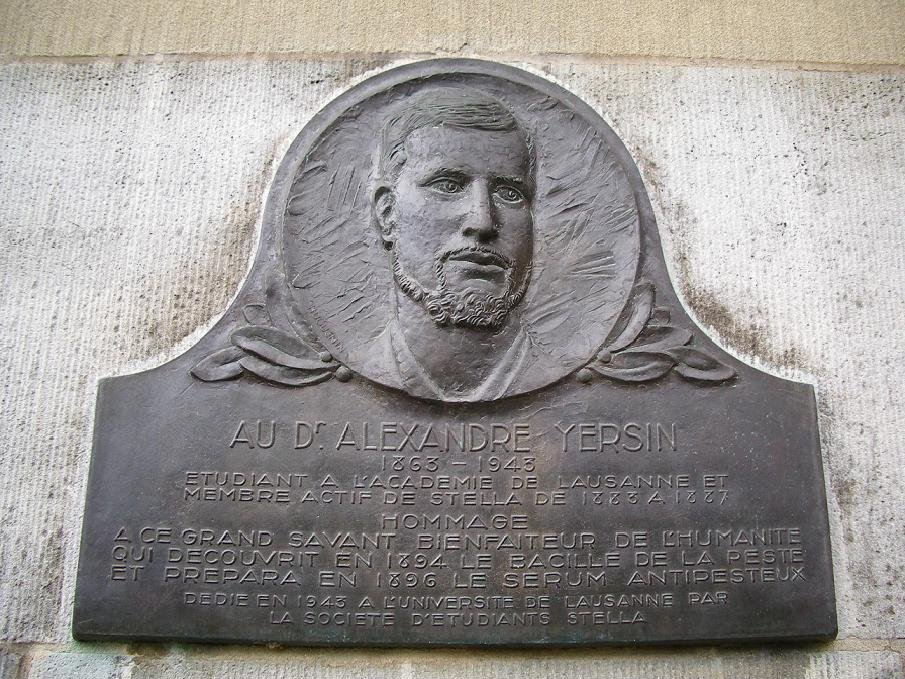
Targa in onore di Alexandre Yersin sul muro del liceo della città di Losanna nel quale studiò.

- Nel liceo della città di Losanna che Yersin frequentò, vi è una targa commemorativa in suo onore, in qualità di scopritore del bacillo yersinia pestis e del siero antipeste.
- Nel 1935 venne inaugurato per parecchie centinaia di studenti, il liceo di Dalat intitolato "Yersin" in qualità di scopritore dell'altipiano.[47]
- A Nha Trang una strada che incrocia via Louis Pasteur porta il suo nome.[33]
- Nel 1943 il Viet Duc Hospital di Hanoi portava il nome di Yersin.[33]

## Articoli scientifici
Gli articoli scientifici pubblicati da Alexandre Yersin sono tuttora conservati nella biblioteca dell'Institut Pasteur di Parigi: Sito della Mediateca scientifica de l'Institut Pasteur